# Tegula tridentata
Tegula tridentata és una espècie de mol·lusc gastròpode marí de la família Tegulidae pròpia del Pacífic de Perú i Xile.

## Descripció
L'altura de la petxina varia entre 19 mm i 22 mm, el seu diàmetre entre 15 mm i 18 mm. La petxina pesada i sòlida és perforada microscòpicament i té una forma conoidal. El seu color és negre o porpra. Té de 5 a 6 espirals, que són lleugerament convexes. La base de la petxina és una mica aplanada i profundament erosionada davant de l'obertura. L'obertura és petita i obliqua. El llavi exterior és gruixut i està solcat per dins. La columna és obliqua i clarament tridentada a la base. El minúscul umbilicus és circular.

## Distribució

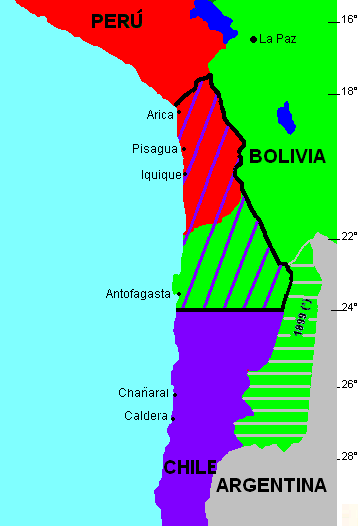
Distància entre Perú i Xile

Aquesta espècie marina la podem trobar en l'oceà Pacífic a la zona que transcorre de Perú a Xile.